# 15612 Parkmincheol
A 15612 Parkmincheol (ideiglenes jelöléssel (15612) 2000 GV133) a Naprendszer kisbolygóövében található aszteroida. A LINEAR projekt keretében fedezték fel 2000. április 7-én.